# Zgodovina Radiotelevizije Slovenija
Glavni članek: Radiotelevizija Slovenija
Zgodovina Radiotelevizije Slovenija je zgodovina radiotelevizijske organizacije v Sloveniji, ki deluje od leta 1928.

## 1928–1941: Začetki in kraljevina SHS
Zgodovina zavoda sega v leto 1928, ko je 1. septembra začela delovati Radijska postaja Ljubljana, predhodnica Radia Ljubljana. Njena prva namestitev je bila v upravi prosvetne zveze, prvi tehnični vodja je bil inženir Marij Osana. Postaja je oddajala na radijskem valu 578 m, z močjo 2,5 KW. Postaja je imela že v letu 1938 19.406 naročnikov. Marij Osana je že leta 1924 začel v Ljubljani s poskusnimi oddajami z lastnoročno izdelanim oddajnikom. Naslednji korak naprej se je zgodil 8. marca 1925, ko so radioamaterji iz Ljubljane prenašali preko svojega oddajnika program na Bled. Sledil je prenos koncerta Glasbene matice iz Ljubljane, ki ga je 26. januarja 1926 organiziral Marij Osana. Po večletnih poizkusih in zapletenih meritvah s pomanjkljivo merilno opremo je Marij končno lahko določil najprimernejšo lokacijo za postavitev antene oddajnika v bližini Domžal.
Antena je bila zgrajena leta 1931 in oddajnik s povečano močjo 5 KW so vključili v mesecu decembru istega leta. Leta 1939 je bilo načrtovano povečanje moči oddajnika. Nov oddajnik bi moral imeti po že sklenjeni pogodbi oddajno moč 20 KW, vendar zaradi začetka vojnih razmer v Evropi do realizacije te pogodbe ni nikoli prišlo.

## 1941–1945: Medvojno obdobje
Nemško letalstvo je 11. aprila 1941 bombardiralo oddajnik radijske postaje Ljubljana v Domžalah in postaja ni bila sposobna za nadaljnje oddajanje programa. Po italijanski zasedbi Ljubljane je radijsko postajo Ljubljana prevzela italijanska družba EIAR. Osvobodilna fronta je uspela v okupirani Ljubljani organizirati od 17. novembra leta 1941, delovanje ilegalnega oddajnika, imenovanega Kričač, katerega tehnični vodja je bil Milan Osredkar. Oddajal je trikrat tedensko in sicer ob ponedeljkih, sredah in sobotah ob 20. uri, na valovni dolžini 27 m, samo petnajstminutni program s pozivanjem k odporu proti okupatorju. Oddajnik se je moral nenehoma seliti iz ene v drugo stavbo zaradi nevarnosti odkritja, uporabil je v času svojega delovanja kar 23 različnih lokacij in ni bil nikoli odkrit. Avgusta leta 1944 je bil oddajnik prepeljan na osvobojeno ozemlje v Belo Krajino, kjer je kot Radio Osvobodilne fronte (ROF) deloval do konca vojne. Radijska postaja je bila nato preko Gorskega Kotarja in Trsta prepeljana v Ljubljano, kjer se je na dan osvoboditve, 9. maja 1945, ponovno oglasila kot Radio svobodna Ljubljana, kmalu nato pa je bila preimenovana v Radio Ljubljana.

## 1945–1991: Socialistična republika Slovenija

### 1945–1960
Neposredno po koncu vojne je bil leta 1945 ustanovljen Radio Maribor in postal sestavni del Radia Ljubljana, zdaj Radia Slovenija. Istega leta je bil ustanovljen Plesni orkester Radia Ljubljana, danes Big Band RTV Slovenija, saj so bile programske zahteve po zočnih posnetkih in živih izvedbah velike. Leta 1946 so bili obnovljeni še ostali glasbeni sestavi, simfonični orkester in zabavni orkester.
1. aprila 1949 je bil ustanovljen prvi televizijski laboratorij v Ljubljani. 14. februarja 1957 je nova TV izvedla prvi neposredni prenos programa RAI, 4. marca pa vzpostavila zvezo Ljubljana-Krvavec-Zagreb. 12. maja 1957, je slovenska televizija gostujoča v studiu TV Zagreb začela z lastnim poskusnim programom, oddajo TV prihaja scenarista Rada Cilenška. Oddaja je predstavila prihodnost televizije, slovenske pokrajine, glavno mesto in dosežke socializma. Nastopali so Frane Milčinski Ježek, Rudolf Hlebš, Jelka Cvetežar in člani PORL po vodstvom Bojana Adamiča. Prvi napovedovalci so bili radijci Saša Vuga, Dušica Erzin in Draga Rogl, ki je tudi vodila prvo oddajo iz zagrebškega studia – prva profesionalna napovedovalka je postala Helena Koder. 15. maja je oddajnik na Krvavcu posredoval prvi javni prenos nogometne tekme - med Jugoslavijo in Italijo. 23. junija 1957 je iz TV Zagreb potekala druga poskusna oddaja. Oddajanje iz prvega slovenskega improviziranega studia je potekalo od 7. do 15. decembra iz Gospodarskega razstavišča (med drugim z Ansamblom bratov Avsenik). 28. novembra 1958 pa je začela oddajati redna postaja, vendar kot članica skupnega jugoslovanskega tv programa, pri čemer je imela Televizija Ljubljana 30 odstotni delež sporeda. Ob ustanovitvi Televizije Ljubljana je združeno podjetje dobilo ime RTV Ljubljana in se nato leta 1990 preimenovalo v RTV Slovenija. Zavod je neposredni nadaljevalec razvoja slovenske radiodifuzije in tudi osnovatelj muzejske zbirke tehnoloških naprav s tega področja. Ustanovitelj zavoda je Republika Slovenija. Ob združitvi radia in televizije se je leta 1959 formirala funkcija generalnega direktorja. Prvi je bil Drago Seliger (1959-1963), doslej zadnji pa Marko Filli. RTV je ustanovna članica Evropske radiodifuzne zveze (EBU) (1950), sodelovala pa je tudi z vzhodnoevropsko radiodifuzno zvezo Intervizijo. Zavod si je za svoj praznik (dan RTV Slovenija) izbral 28. november.

### 1960–1991
Leta 1960 je Televizija Ljubljana prvič snemala za EBU, in sicer prenos smučarskih skokov iz Planice. Od septembra 1960 program TV Ljubljana oddaja vsak dan. Ker je Televizija Ljubljana zavračala unitaristične in centralistične težnje po enotni Jugoslovanski radioteleviziji, ki jezikovno ni ustrezala potrebam slovenskih gledalcev, je uvedla informativno oddajo TV Dnevnik. Prvič je bil predvajan 15. aprila 1968. Odtlej so domači gledalci lahko poslušali redne televizijske informativne oddaje v slovenščini. Leta 1965 je Radio Slovenija prvič oddajal v stereo tehniki, leta 1966 pa Televizija Slovenija poskusno prvič v barvah. Televizija redno oddaja v barvni tehniki od leta 1974 dalje.
Leta 1970 je začel postopno oddajati 2. program Televizije Ljubljana. Sprva so ga sestavljale večinoma osrednje oddaje drugih članic JRT, predvsem Televizije Zagreb in Beograd. Leta 1971 je začela oddajati Televizija Koper/Capodistria v italijanščini in slovenščini, ki se je uveljavila kot prva dvojezična televizijska postaja v Sloveniji. Leto kasneje je nastal Val 202, drugi radijski program Radia Slovenija. Leta 1975 je bila v Ljubljani zgrajena stavba Televizije Slovenija na Kolodvorski, nekdaj Moša Pijadejevi ulici, kamor so se televizijske ekipe preselile iz bližnje radijske stavbe, kjer so gostovale od nastanka Televizije Ljubljana dalje.
Leta 1984 je bila dodana nova storitev - teletekst, ki je v treh desetletjih svojega delovanja ostal med najbolj branimi slovenskimi mediji. Po podatkih RTV naj bi približno 500.000 uporabnikov vsaj enkrat dnevno preverilo novice, vremensko napoved, spored oddaj itd. Leta 1989 je začel Radio Ljubljana oddajati signal RDS.

## 1991–: Republika Slovenija

### 1991–2000
Do leta 1992 je bila RTV v tujini obravnavana kot kolektivna članica Jugoslovanske radiotelevizije (JRT), pri čemer je bilo njeno članstvo v komisijah EBU porazdeljeno po nacionalnem ključu. Od leta 1992 dalje je obravnavana kot polnopravna članica Mednarodne telekomunikacijske zveze (ITU) in hkrati tudi EBU.

### 2000–2010
Leta 2001 je bil ustanovljen MMC (Multimedijski center). Medijski portal objavlja novice, zagotavlja digitalni arhiv oddaj, forum ter ogled radijskih in televizijskih postaj v živo.
Od leta 2010 dalje vsi radijski in televizijski programi komunicirajo z javnostmi tudi preko Facebook-a in Twitterja.

### 2010–2020
7. aprila 2014 je programski svet v tretjem krogu glasovanja s 15 glasovi (od 29) za generalno direktorico izbral dotedanjo informacijsko pooblaščenko in bivšo novinarko RTV Natašo Pirc Musar (za izvolitev je bilo potrebno najmanj 15 glasov). Poleg Pirc Musarjeve so se za položaj potegovali še Marko Fili (dotedanji generalni direktor), Ljerka Bizilj (urednica programa RTV3), Roman Kolar in Marko Makarovič (prijavil se je tudi Dimitrij Rupel, a je tik pred začetkom seje od kandidature nato odstopil). Državni zbor je nato razrešil dva programska svetnika zaradi neizpolnjevanja pogojev, zaradi česar je bilo imenovanje Pirc Musarjeve na mesto generalne direktorice maja 2014 razveljavljeno in vrnjeno v ponovno glasovanje, za v. d. generalnega direktorja pa je bil imenovan dotedanji vršilec te funkcije Mark Filli. Sodišče je nato imenovanje Fillija razveljavilo. Pirc Musar se je zaradi razveljavitve svojega imenovanja pritožila na delovno in socialno sodišče, a ni bila uspešna. RTV je zavzel stališče, da četudi je bil sklep o imenovanju Fillija neveljaven, to še ne pomeni, da je s tem generalna direktorica postala Pirc Musar; Pirc Musar je medtem trdila, da je edini veljavni sklep tisti o njenem imenovanju, zaradi česar ponovitev postopka imenovanja generalnega direktorja ni dopustna. Leta 2016 je višje sodišče razsodilo, da je bila razveljavitev imenovanja Pirc Musarjeve nezakonita. Pirc Musar je zaradi izgubljenih plač in povzročitve duševne bolečine na RTV naslovila zahtevo za izplačilo odškodnine v višini 215.125,76 €; tekom pogajanj se je višina odškodnine znižala. 3. novembra 2017 so se Pirc Musarjeva in RTV dogorovili za sodno poravnavo, v okviru katere se je RTV zavezala k izplačilu odškodnine Pirc Musarjevi v višini 70.000 €.
17. decembra 2018 je programski svet RTV glasoval o razrešitvi generalnega direktorja Igorja Kadunca in predlog za razrešitev zavrnil s 14 glasovi za razrešitev, 12 glasovi proti (za razrešitev je bilo potrebno 15 glasov). Dve glasovnici sta bili oddani neveljavni. Podlaga za poskus razrešitve so bili predvsem očitki o neizvajanju sklepov nadzornega sveta, pa tudi številne kršitve.
V letu 2018 je imela RTV Slovenija 2299 redno zaposlenih in okoli 50 pogodbenih sodelavcev, od tega med drugim 900 na TV Slovenija, 327 na Radiu Slovenija, 262 na Regijskem centru Koper, 201 na Regijskem centru Maribor in 112 v glasbeni produkciji.

### 2020–

#### 2020
16. aprila 2020 je tretja Janševa vlada predčasno razrešila 3 člane nadzornega sveta RTV in jih zamenjala s svojimi kandidati - Borutom Rončevićem, Antonom Tomažičem in Dragom Zadergalom.
20. aprila 2020 je poslanska skupina SDS mandatno-volilni komisiji predlagala predčasno razrešitev dveh od 5 članov nadzornega sveta, ki jih imenuje DZ. Vodja poslanske skupine SDS Danijel Krivec je predlog utemeljil rekoč, da je zaradi oblikovanja nove vlade sestava 5 članov nadzornega sveta, imenovanih na predlog strank, ne odraža več političnega razmerja v DZ, kot to določa zakon o RTV; SDS bi po Krivčevih besedah dovolila, da kandidata na enega od dveh tako sproščenih mest imenuje opozicija. Mandatno-volilna komisija je za mnenje o predlogu SDS zaprosila zakonodajno-pravno službo.
9. julija 2020 je ministrstvo za kulturo objavilo osnutek sprememb zakona o RTV, ki bi 8 % sredstev, zbranih prek prispevkov za RTV, prerazporedilo drugim medijem (od tega 3 % Slovenski tiskovni agenciji), prav tako pa bi dejavnost oddajnikov in zvez prenesli iz RTV na novo gospodarsko družbo v državni lasti.
2. novembra 2020 je programski svet RTV glasoval o predlogu za razrešitev generalnega direktorja RTV Igorja Kadunca in predlog na glasovanju zavrnil s 14 glasovi za razrešitev, 9 glasovi proti in 6 vzdržanimi. Pobudo je podala skupina 13 programskih svetnikov. Pobudniki predloga za razrešitev so bili programski svetniki blizu stranki SDS in ostalim tedanjim koalicijskim strankam. Očitke je v imeni pobudnikov predstavil Slavko Kmetič. Kaduncu so očitali predvsem odgovornost za slabo poslovanje RTV, pa tudi napade na predstavnike države. Kadunc je vse očitke zavrnil in izrazil prepričanje, da je motiv za njegovo zamenjavo želja po čistki do vlade kritičnih novinarjev.

#### 2021
25. januarja 2021 je programski svet RTV Slovenija za novega generalnega direktorja imenoval dotedanjega predsednika nadzornega sveta Andreja Graha Whatmougha. Zanj so glasovali predvsem programski svetniki, ki so blizu strankam tedanje koalicije (SDS, NSi in SMC).
16. avgusta 2021 je direktor Grah Whatmough po nesklepčni seji programskega sveta razrešil direktorico Natalijo Gorščak ter njegovo vodenje prevzel Ciril Bašković. Razrešitev je bila kasneje na delovnem in socialnem sodišču spoznana za nezakonito.  Približno teden kasneje so večinoma levi predstavniki nadzornega sveta mimo predsedujočega Boruta Rončevića sklicali sejo ter nezakonito izvolili Danila Tomšiča. Na seji je bil prisoten tudi predstavnik odvetniške pisarne Čeferin, ki je opozoril na nezakonito ravnanje. Kasneje so obvestili Slovensko tiskovno agencijo, ki se je sklicevala le na Tomšiča in pravnih zapletov ni omenila.
15. oktobra 2021 je Manica Janežič Ambrožič odstopila z mesta odgovorne urednice Informativnega programa TV Slovenija zaradi nestrinjanja s spremembami programsko-produkcijskega načrta za informativni program za leto 2022. 25. novembra je kolektiv zaposlenih v Informativnem programu TV Slovenija organiziral tiskovno konferenco pred stavbo RTV z namenom opozarjanja na spremembe ki bi po njihovem mnenju škodile poslanstvu javnega zavoda RTV Slovenija. Voditelj Igor Bergant je med drugim povedal: "Opozorila ostajajo. Predlog PPN-ja za leto 2022 posega v ključne oddaje, nekatere ukinja ali pa se selijo na druge programe. Načrt je nedorečen, predvsem pa je nejasno, kako bi ga lahko ob najboljši volji sploh realno izvajali, kar še posebej velja za obsežne programske sklope na 2. programu TV Slovenija ..." V. d. direktorja TV Slovenija Valentin Areh je odgovoril, da so spremembe nujne zaradi padca gledanosti in da se zgledujejo po BBC-ju, ZDF-u in ORF-u.
Decembra 2021 je Urad vlade za komuniciranje (UKOM) pod vodstvom direktorja UKOM Uroš Urbanije pričel z objavljanjem tedenskih analiz poročanja RTV. Urbanija je kasneje potrdil, da osebno sodeluje pri pripravi analiz. Novinarskega sindikat RTV, sindikat in društvo novinarjev ter aktiv MMC in nekaterih drugih sopodpisniki so podalo zahtevo, naj UKOM preneha objavljati analize poročanja RTV, saj da te predstavljajo pritisk na novinarsko delo in da nimajo zakonske podlage. Marca 2022 je predsednik programskega sveta Peter Gregorčič v odzivu na poziv ocenil, da analize UKOM-a v resnici ne predstavljajo pritiska na delo novinarjev RTV, temveč le del soočanja mnenj in pogledov. Gregorčič je prav tako ocenil, da UKOM ima pravno podlago za objavo takšnih analiz v skladu z sklepom o nalogah Ukoma, saj ta nalogami UKOM-a opredeljuje analiziranje domačih in tujih medijskih prispevkov v namen zagotavljanja strokovne podpore službam za odnose z javnostmi ministrstev in vladnih služb. Gregorčič je zaključil, da poziv ni skladen z demokratičnimi in pluralnimi načeli ter jih pozval, naj analize dosledno preučijo in na očitke odgovorijo. Po zamenjavi vodstva UKOM po nastopu vlade Roberta Goloba je UKOM junija 2022 javnost obvestil, da analiz poročanja RTV ne bodo več pripravljali.
27. decembra 2021 je državni zbor na izredni imenoval 13 članov programskega sveta (na predlog gledalcev in poslušalcev s 46 glasovi za in 42 proti Mitjo Čandra, Jurija Pavla Emeršiča, Petra Gregorčiča, Ivana Krambergerja, Žigo Kušarja, Klaro Remec, Jelko Stergel in Matevža Tomšiča; na predlog poslanskih skupin s 45 glasovi za in 1 proti pa Dejana Cesara (DeSUS), Anušo Gaši (SMC), Vaneta Gošnika (SNS), Jožefa Jerovšeka (SDS) in Majo Lapornik (NSi)) in 5 članov nadzornega sveta (na predlog strank s 46 glasovi za in nobenim proti Tamaro Besednjak Valič (SDS), Janeza Čadeža (NSi), Metko Čobec (SMC), Romano Fišer (DeSUS) in Alenko Vodončnik (SNS)). Sklepe o imenovanju članov na predlog strank je opozicija protestno zapustila, saj je bilo imenovanje po njihovo nezakonito - zakon o RTV SLO namreč določa, da mora DZ pri imenovanju svetnikov na predlog strank upoštevati zastopanost strank v DZ (v primeru programskih svetnikov mora zastopanost upoštevati "v največji mogoči meri"), mandatno-volilna komisija pa je vkljub temu izbrala le kandidate strank, ki so podpirale vlado. Glasovanje o imenovanju svetnikov je bilo predvideno že na seji 17. decembra tega leta, a predsednik državnega zbora Igor Zorčič zaradi odklonilnega mnenja zakonodajno-pravne službe v zvezi z upoštevanjem zakonsko predpisanega upoštevanja zastopanosti strank ni dopustil; koalicija je posledično glede imenovanja svetnikov RTV sklicala izredno sejo, na kateri je bil glasovanje po besedah Zorčiča glede na poslovnik DZ in ustavo RS nato primoran dopustiti.

#### 2022
7. januarja 2022 je RTV v sporočilu za javnost razjasnilo odločitev za zmanjšanje naročnin na tiskane medije. Vodstvo RTV se je glede na preteklo leto naročnine na tiskane medije odločilo zmanjšati za pribljižno polovico. Odločitev naj bi bila sprejeta zaradi varčevanja, potreb in skrbi za okolje. V sporočilu je RTV opozorila, da so na RTV v manjšem obsegu že zmanjševali. V sporočilu so tudi navedli, da so zaposlenim omogočeni tudi spletni dostopi do medijev (podatkov o obsegu spletnih naročnin niso navedli). V dneh pred objavo sporočila za javnost naj bi nekateri mediji neresnično poročali o ukinitvi naročnin RTV na tiskane medije, kar da je glede na navedbe v sporočilu za javnost "zavajujoče, netočno in blati ugled javnega zavoda".
25. februarja 2022 je dolgoletna novinarka notranjepolitične redakcije TV Slovenija Mojca Šetinc Pašek potrdila, da bi na prihajajočih aprilskih državnozborskih volitvah kandidirala za poslanko stranke Gibanje Svoboda. Šetinc Pašek je dejala, da so jo k kandidaturi povabile tudi še druge politične stranke.
4. marca 2022 je generalni direktor za odgovorno urednico Informativnega programa TV Slovenija imenoval Jadranko Rebernik. Podporo ji je izrazilo 21,78% novinarjev informativnega programa, ki so glasovali, udeležba je bila 72,66%. Njen protikandidat Mitja Prek je prejel 82,18% podporo (seštevek je večji kot 100%, ker so lahko novinarji dali podoro obema kandidatoma). V izjavi je Andrej Grah Whatmough zapisal, da se je tako odločil zaradi uspešnega in dejavnega sodelovanja Rebernik pri izvajanju Programsko-produkcijskega načrta (PPN) za leto 2022, medtem ko je Prek protestno odstopil z mesta urednika dopisništev, ker se s sprejetim PPN-jem 2022 ni strinjal.
11. marec 2022 je bil kljub ostrem nasprotovanju zaposlenih za v. d. urednika uredništva MMC-ja imenovan Igor Pirkovič. V mnenju je aktiv MMC-ja med drugim zapisal, da Pirkovič nima resnih izkušenj dela na spletnem mediju. Očitali so mu politično pristranskost in sodelovanje s stranko SDS, pa tudi širjenje rasističnih in antisemitskih vsebin na Twitterju. Njegovo imenovanje so razumeli kot "način za spremembo predvolilnega poročanja portala v korist vladajoči koaliciji, predvsem stranki SDS, s katero Pirkovič pogosto sodeluje." Pirkovič se je odzval s stavkom: "Nisem vedel, da so oni kadrovska komisija." 
27. marca 2022 je območni odbor Krško Združenja za vrednote slovenske osamosvojitve priredil javno tribuno "Mediji 1991 in danes", na kateri so kot gostje sodelovali programski svetnik RTV Slavko Kmetič, novinar RTV Igor Pirkovič in direktor Nova24TV Boris Tomašič. Med dogodkom je Kmetič med drugim dejal: da je odgovorno urednico informativnega programa Jadranko Rebernik pozival k pripravi oddaje ali prispevka o Branku Masleši, ta pa naj mu bi odgovorila, da uspe najti novinarja, ki bi prispevek o Masleši pripravil tako, da Masleša ne bi izpadel pozitivno; da gredo stvari na RTV v pravo smer, a da bodo začele iti še posebej v pravo smer po državnozborskih volitvah 24. aprila, "ko bomo zmagal"; da bi bilo potrebno nekaj novinarjem dati odpoved kot svarilo preostanku novinarjev, ki se sicer počutijo "maksimalno varne"; da "imamo" v programskem svetu 21 članov, ki delujejo poenoteno, si cilje zastavlja v naprej in ne glede na pomisleke od vodstva terja udejanjanje svojih zahtev.
20. aprila 2022 (nekaj dni pred državnozborskimi volitvami) je komisija za informativne programe RTV (na predlog predsednika omenjene komisije Jožefa Jerovška, sicer dolgoletnega poslanca stranke SDS) na izredni seji obravnavala "cenzuro informiranja o potencialnih prikritih nezakonitih ravnanjih predsednika Gibanja Svoboda in kandidata za predsednika vlade Roberta Goloba v programih RTVS". Komisija je ugotovila, da naj bi bilo poročanje in informiranje gledalcev in poslušalcev glede kandidatov na volitvah zelo pristransko v korist strank levega pola, ter da so se zamolčane potencialne nepravilnosti Roberta Goloba. Komisija je sprejela sklep, v keterem je pristojne pozvala, naj poskrbijo za objektivno in profesionalno poročanje. Gibanje Svoboda je sklep komisije označila za absurdnega."
21. aprila 2022 se je na Televiziji Slovenija odvilo zadnje in v javnosti precej odmevno predvolilno soočenje pred državnozborskimi volitvami v Sloveniji 2022. Zaradi nestrinjanja z načinom vodenja Igorja Pirkoviča je oddajo v drugi uri soočenja zapustila celotna opozicija; najprej Zmago Jelinčič (SNS), sledili pa so mu še Luka Mesec (Levica), Ljubo Jasnič (DeSUS), Tanja Fajon (SD), Marjan Šarec (LMŠ) in nazadnje Alenka Bratušek (SAB). Po soočenju sta se udeleženca soočenja (kot vodja strank SDS oz. Konkretno) Janez Janša in Zdravko Počivalšek v spremstvu generalnega direktorja RTV Whatmougha iz studijo odpravila v dvigalo RTV; po poročanju Večer je bila trojica na poti v Whatmoughovo pisarno, kjer naj bi se jim na več kot enournem sestanku pridružila še voditelj soočenja Igor Pirkovič in uredica informativnega programa Jadranka Rebernik; sestankujoča peterica naj bi tekom srečanja med drugim pripravila odziv na dogajanje v studiju. Naslednjega dne so se začeli vrstiti pozivi k odstopu generalnega direktorja Whatmougha ter odgovorne urednice informativnega programa Jadranke Rebernik. Od soočenja so se med drugim distancirali tudi v Aktivu informativnega programa TVS, kjer menijo, da kakovost četrtkovega soočenja ni dosegala niti minimalnih programskih standardov za RTV Slovenija. Pozvali so k takojšnjemu odstopu Graha Whatmougha in Rebernik ter tudi programskih svetnikov, ki so do tedaj potrjevali programske spremembe.
23. maja 2022 so zaposleni izvedli prvo opozorilno stavko.
20. junija 2022 je sledilo nadaljevanje stavke.
18. julija 2022 je Andrej Grah Whatmough kljub nasprotovanju novinarskih sindikatov in stroke za direktorja televizije imenoval Uroša Urbanijo. Sindikat novinarjev je ob tem opozoril na 300 dni odtegovanja plačila STA-ju. Med drugim so zapisali: "Urbanija bo v vlogi direktorja TV Slovenija v odnosu z novinarji in uredniki, ki jih je še pred kratkim kot vladni uradnik šikaniral in diskreditiral. Sindikat v tem vidi neposredno navzkrižje interesov in veliko nevarnost, da bo Urbanija prek odgovorne urednice posegal v novinarsko in uredniško avtonomijo." V intervjuju ob imenovanju je Urbanija med drugim povedal, da ne prihaja iz politike, ker je direktor UKOM-a strokovna in ne politična pozicija.
21. julija 2022 je novinarka RTV Eugenija Carl na Facebooku objavila zapis, v katerem je bila kritična do novinarskih standardov nove informativne oddaje na RTV Panorama, ki da bolj kot na dobrem novinarstvu temelji na ličenju in čednem oblačenju novinarjev; kritiko je ponazorila z nedavno reportažo s terena o požarih, ki je bil po besedah novinarke v prispevku narejen na lokaciji 45 kilometrov oddaljeni od samega mesta požarov. V zapisu je med drugim navedla poziv: "[...] Odgovorni, izobrazite kader Panorame, naučite ga novinarstva ali pa ukinite ta novinarski in programski nič….Šefi, nehajte uničevati ugled, kredibilnost, integriteto, sedanjost in prihodnost nacionalne televizije! [...]" Zaradi Carlinega zapisa je direktor TV Slovenija Urbanija od pravne službe RTV zahteval sprožitev disciplinskega postopka. Pravna služba je nato zahtevo delegirala regionalnemu centru v Kopru, ki je po navedbah Carlove zahtevo zavrglel kot neutemeljeno.
11. avgusta 2022 je bila za v.d. direktorice UKOM Golobove vlade imenovana Petra Bezjak Cirman, bivša dolgoletna novinarka RTV in tedanja predsednica sveta delavcev RTV.
26. septembra 2022 se je stavka zaostrila. Načrtovano je bilo, da na TV Slovenija ne bo informativnih oddaj, športa, kulture in oddaj v živo, na MMC pa ne novih novic. Zaradi poseganja vodstva v program je v obeh Dnevnikih voditelj prebral obvestilo o stavki in druge pomembnejše novice dneva. V. d. urednika uredništva MMC Pirkovič je posegel v portal in brez vednosti dnevne urednice z vstopne strani in podportalov odstranil članek o stavki. Članek je bil s strani zaposlenih vrnjen na naslovnico portala, tehnična služba pa je nato na zahtevo generalnega vodstva dnevni urednici onemogočila urejanje spletne strani. Novinarji MMC so potezo razumeli kot oviranje zakonske pravice do stavke. Pirkovič se je med drugim odzval z: “Karkoli objavljati mimo urednika je nezakonito in ne more iti kar tako mimo. Pritiski protestnikov na urednika, kaj objaviti in česa ne, pa je sploh nezakonito.”